# الیزه آگوشتات
الیزه آگوشتات (انگلیسی: Elise Augustat؛ ۲۰ ژوئیه ۱۸۸۹ – ۱۳ مارس ۱۹۴۰) یک سیاست‌مدار اهل آلمان بود.